# یک راز زیبا
یک راز زیبا (اسپانیایی: Un secreto de Esperanza‎) فیلمی مکزیکی است که در سال ۲۰۰۲ منتشر شد. از بازیگران آن می‌توان به کتی هورادو و آنا دِ لا رگه را اشاره کرد.

## موضوع فیلم
نوجوانی مکزیکی به نام خورخه زمانی که متوجه می‌شود مادرش تصمیم به ازدواج مجدد گرفته است، دچار بحران روحی می‌شود. او در این مدت به خانه عجیبی که در محله آنها است پناه می‌برد و در آن خانه با پیر زنی آشنا می‌شود. این آشنایی مسیر زندگی خورخه را تغییر می‌دهد.